# Emil Robert Scheffer
Emil Robert Scheffer (* 7. Juli 1821 in Stuttgart; † 22. Januar 1902 in Louisville (Kentucky)) war ein deutscher Apotheker und Chemiker. Er war bekannt als Arzneimittel- und Chemikalienhersteller und Berater in chemisch-technologischen Fragen.

## Leben
Mit 14 Jahren besuchte Scheffer die polytechnische Schule in Stuttgart. 1840 erlernte er in der Gmelin’schen Apotheke in Tübingen die Pharmazie. In dieser Apotheke hatte bereits der spätere Professor für Chemie in Heidelberg, Leopold Gmelin, ab 1804 seine Lehrjahre verbracht. Anschließend arbeitete Scheffer als Gehilfe in dieser Apotheke und in Konstanz, Zürich, Frankfurt (Main) und Mannheim.
Von 1845 bis 1848 studierte Scheffer in Tübingen. 1847 legte er in Stuttgart das Apotheker-Staatsexamen ab. Aufgrund der 1848er Revolution wanderte er in die Vereinigten Staaten von Amerika aus. Dort arbeitete er in Cincinnati in der Apotheke von C. Schmidt.
1850 übernahm er eine Apotheke in Louisville. Diese führte er bis zum Jahr 1882. Scheffer entwickelte die ersten brauchbaren Pepsin-Präparate in den USA. 1866 war er Mitgründer des Louisville College of Pharmacy. Hier war er von 1866 bis 1889 als Direktor und von 1871 bis 1884 als Professor tätig. Des Weiteren war er von 1880 bis 1890 Mitglied der US-amerikanischen Pharmakopöe-Kommission.

## Werke
- On the preparation of liquid pepsin  In: American Journal of Pharmacy 42 (1870), S. 97–102.
- Liquid pepsin and saccharated pepsin In: American Journal of Pharmacy 43 (1871), S. 3–6
- Pepsin, a new practical and reliable method to prepare it; its properties and digestive strength In: American Journal of Pharmacy 44 (1872), S. 49–61